# 野球イスラエル代表
野球イスラエル代表（やきゅうイスラエルだいひょう）は、イスラエルにおける野球のナショナルチームである。WBSCヨーロッパに所属している。WBSC世界ランキングは19位（2023年11月2日発表時点）。

## 歴史
2004年、欧州野球選手権の予選に初めて参加。フィンランドから1勝を挙げ、4位で終えた。
2008年の第31回欧州野球選手権予選では2勝2敗で、リトアニア、ブルガリアと勝敗で並んだが、イスラエルを含めたこの3か国間の対戦成績に基づく失点率順に順位が決定された結果、イスラエルは3位で敗退となった。
2012年には、ワールド・ベースボール・クラシック（WBC）に初めて導入された第3回大会の予選に出場したが敗退した。
2016年にはWBCの第4回大会の予選を突破し、初めて本大会への進出を果たした。2017年3月の本大会1次ラウンドではA組（ソウルラウンド）に振り分けられ、韓国・ソウルの高尺スカイドームで韓国、オランダ、台湾と対戦した。3月6日、大会開幕戦の対韓国戦で本大会初勝利を記録。さらに台湾、オランダにも勝利し、同組を3戦全勝の1位で通過し2次ラウンド進出を決めた。2次ラウンドでは東京ドームで行われるE組に進出し、日本、キューバやオランダと対戦したが、オランダと日本に敗れ1勝2敗の3位で敗退した。
2019年7月にはリトアニアとのプレーオフを制し、初めて欧州野球選手権への出場を決めた。9月に行われた第35回欧州野球選手権で4位となり、2020年東京オリンピック アフリカ・ヨーロッパ予選に進出。同大会で優勝し2020年東京オリンピックへの出場権を獲得した。
2021年、東京オリンピックは5位で大会を終えた。同年に行われた第36回欧州野球選手権では、決勝でオランダに敗れるも準優勝を果たした。
2023年のWBC第5回大会では、1次ラウンドでD組（マイアミラウンド）に振り分けられ、フロリダ州マイアミのローンデポ・パークでドミニカ共和国、プエルトリコ、ベネズエラ、ニカラグアと対戦した。初戦でニカラグアに3-1で勝利したものの、優勝候補であるプエルトリコ、ドミニカ共和国との対戦では2試合連続で10-0でのコールド負けを喫するなど精彩を欠き、1勝3敗でグループステージ敗退となった。
同年9月にチェコで開催された第37回欧州野球選手権では、グループステージでドイツ、スイス、ベルギーと対戦。2勝1敗の2位で決勝トーナメントに進出した。準々決勝でオランダに敗れ順位決定戦に回ると、スウェーデンに6-4で勝利。5位決定戦では開催国チェコと対戦して5-1で敗れ、最終成績は6位となった。

## 国際大会

### ワールド・ベースボール・クラシック
| 回 | 年   | 開催地                                                                       | 順位            |
| -- | ---- | ---------------------------------------------------------------------------- | --------------- |
| 1  | 2006 | アメリカ合衆国の旗 · 日本の旗 · プエルトリコの旗                             | 不参加          |
| 2  | 2009 | アメリカ合衆国の旗 · 日本の旗 · プエルトリコの旗 · メキシコの旗 · カナダの旗 | 不参加          |
| 3  | 2013 | アメリカ合衆国の旗 · 日本の旗 · プエルトリコの旗 · 中華民国の旗              | 予選敗退        |
| 4  | 2017 | アメリカ合衆国の旗 · 日本の旗 · 大韓民国の旗 · メキシコの旗                  | 2次ラウンド敗退 |
| 5  | 2023 | アメリカ合衆国の旗 · 日本の旗 · 中華民国の旗                                 | 1次ラウンド敗退 |
| 6  | 2026 |                                                                              | 出場権獲得      |

### オリンピック
| 回 | 年   | 開催地     | 順位     |
| -- | ---- | ---------- | -------- |
| 26 | 1992 | バルセロナ | 予選敗退 |
| 27 | 1996 | アトランタ | 予選敗退 |
| 28 | 2000 | シドニー   | 予選敗退 |
| 29 | 2004 | アテネ     | 予選敗退 |
| 30 | 2008 | 北京       | 予選敗退 |
| 33 | 2021 | 東京       | 5位      |

### WBSCプレミア12
| 回 | 年   | 開催地                                                | 順位                                     |
| -- | ---- | ----------------------------------------------------- | ---------------------------------------- |
| 1  | 2015 | 日本の旗 · 中華民国の旗                               | 参加資格無し（世界ランキング22位のため） |
| 2  | 2019 | 日本の旗 · 中華民国の旗 · 大韓民国の旗 · メキシコの旗 | 参加資格無し（世界ランキング19位のため） |
| 3  | 2024 | 日本の旗 · 中華民国の旗 · メキシコの旗                | 参加資格無し                             |

### 欧州野球選手権
- 2005年（英語版） - 予選敗退
- 2007年 - 不参加
- 2010年 - 予選敗退
- 2012年 - 予選敗退
- 2014年 - 不参加
- 2016年 - 予選敗退
- 2019年 - 4位
- 2021年 - 準優勝
- 2023年 - 6位

## 世界ランキング
WBSCが発表している男子野球世界ランキングにおいて、イスラエルの順位は以下の通りである。
| 回 | 発表日         | 順位 | 変動 | ポイント |
| -- | -------------- | ---- | ---- | -------- |
| 1  | 2012年12月31日 | -    | +-0  |          |
| 2  | 2014年12月31日 | 22   | +-0  | 55.47    |
| 3  | 2016年12月31日 | 41   | 19   | 104      |
| 4  | 2018年9月25日  | 19   | 22   | 817      |
| 5  | 2018年12月17日 | 19   | +-0  | 817      |
| 6  | 2019年12月31日 | 18   | 1    | 1028     |
| 7  | 2020年3月18日  | 18   | +-0  | 1028     |
| 8  | 2021年6月28日  | 24   | 6    | 328      |
| 9  | 2021年8月11日  | 24   | +-0  | 400      |
| 10 | 2021年12月31日 | 20   | 4    | 659      |
| 11 | 2022年12月31日 | 20   | +-0  | 702      |
| 12 | 2023年3月28日  | 18   | 2    | 1134     |
| 13 | 2023年8月15日  | 19   | 1    | 1034     |
| 14 | 2023年10月5日  | 19   | +-0  | 1086     |
| 15 | 2023年11月2日  | 19   | +-0  | 1086     |

## 代表選手
- 2013 ワールド・ベースボール・クラシック・イスラエル代表
- 2017 ワールド・ベースボール・クラシック・イスラエル代表
- 2020年東京オリンピックの野球競技・イスラエル代表
- 2023 ワールド・ベースボール・クラシック・イスラエル代表